# Strip Academy
 (décembre 2023).
Pour plus de détails, voir Fiche technique et Distribution.
Strip Academy (A Night in Heaven) est un film américain réalisé par John G. Avildsen, sorti en 1983.

## Synopsis
Faye se laisse entrainer par sa sœur dans un night-club où se déroulent des strip tease masculins. Parmi les "play mecs" se trouve Rickey, un de ses élèves. Faye est subjuguée par le jeune homme, elle se donne à lui et brave tous ses tabous pour devenir l'actrice de ses rêves les plus secrets.

## Fiche technique
- Titre : Strip Academy
- Titre original : A Night in Heaven
- Réalisation : John G. Avildsen
- Scénario : Joan Tewkesbury
- Musique : Jan Hammer
- Pays d'origine :  États-Unis
- Sociétés de production : 20th Century Fox
- Genre : Film romantique, drame
- Durée : 83 minutes
- Date de sortie : 18 novembre 1983

## Distribution
- Christopher Atkins : Rick Monroe
- Lesley Ann Warren : Faye Hanlon
- Robert Logan : Whitney Hanlon
- Deney Terrio : Tony
- Deborah Rush : Patsy
- Sandra Beall : Slick
- Alix Elias : Shirley
- Carrie Snodgress : Mme Johnson
- Andy García : T.J. le barman